# Uniformní prostor
Uniformní prostor je matematická struktura umožňující definici stejnoměrné konvergence a stejnoměrné spojitosti nezávisle na konkrétní metrice. Rozšiřuje pojem topologický prostor a poskytuje dostatečnou strukturu pro analýzu vztahů mezi body prostoru.

## Definice
Uniformní prostor {\displaystyle \mathbb {U} =(Y,U)} je matematická struktura tvořená:
- nosnou množinou {\displaystyle Y},
- uniformní strukturou („uniformitou“) {\displaystyle U\subseteq {\mathcal {P}}(Y\times Y)}, což je systém podmnožin kartézského součinu {\displaystyle Y\times Y}, splňující tyto axiomy:
  - Reflexivita: {\displaystyle \Delta _{Y}=\{(y,y)\mid y\in Y\}\in U}, tj. diagonála patří do uniformity.
  - Symetrie: Pro každé {\displaystyle V\in U} platí {\displaystyle V^{-1}=\{(y,z)\mid (z,y)\in V\}\in U}.
  - Tranzitivita: Ke každé {\displaystyle V\in U} existuje {\displaystyle W\in U}, takové že {\displaystyle W\circ W\subseteq V}, kde {\displaystyle W\circ W=\{(y,z)\mid \exists u\in Y:(y,u)\in W{\text{ a }}(u,z)\in W\}}.
  - Filtrační vlastnost: Pokud {\displaystyle V,W\in U}, pak existuje {\displaystyle Z\in U}, takové že {\displaystyle Z\subseteq V\cap W}.

## Vztah k dalším strukturám
Uniformní prostory zobecňují metrické prostory, ale nejsou tak konkrétní; umožňují studovat stejnoměrnou konvergenci a spojitost bez závislosti na metrice.
- Každý uniformní prostor {\displaystyle (Y,U)} je zároveň topologický prostor, protože uniformita generuje topologii. Okolím bodu {\displaystyle y\in Y} jsou množiny tvaru {\displaystyle \{z\in Y\mid (y,z)\in V{\text{ pro nějaké }}V\in U\}}.
- Každý metrický prostor {\displaystyle (Y,d)} lze chápat jako uniformní prostor, kde uniformita obsahuje množiny tvaru {\displaystyle \{(y,z)\mid d(y,z)<\varepsilon \}}, {\displaystyle \varepsilon >0}, a všechny jejich nadmnožiny.

## Stejnoměrná konvergence
Uniformní struktura umožňuje definovat stejnoměrnou konvergenci následovně:
Pro neprázdnou množinu {\displaystyle X}, množinu funkcí {\displaystyle \{f_{n}\}} z {\displaystyle X} do {\displaystyle Y} a funkci {\displaystyle f:X\to Y} platí, že {\displaystyle \{f_{n}\}} stejnoměrně konverguje k {\displaystyle f}, pokud ke každému {\displaystyle V\in U} existuje {\displaystyle n_{0}\in \mathbb {N} }, takové že pro všechna {\displaystyle n\geq n_{0}} a {\displaystyle x\in X} platí {\displaystyle (f_{n}(x),f(x))\in V}.

## Stejnoměrná spojitost
Stejnoměrná spojitost je vlastnost funkcí mezi uniformními prostory, která zajišťuje, že "blízké" body v prvním prostoru jsou zobrazeny na "blízké" body ve druhém prostoru stejným způsobem, bez závislosti na konkrétním bodě. Na rozdíl od běžné spojitosti, která je lokální vlastností (spojitost v jednom bodu) stejnoměrná spojitost se týká chování celé funkce.
Formálně, funkce {\displaystyle f:(X,U_{X})\to (Y,U_{Y})} mezi uniformními prostory je stejnoměrně spojitá, pokud pro každé {\displaystyle V\in U_{Y}} existuje {\displaystyle W\in U_{X}} takové, že pro všechna {\displaystyle (x_{1},x_{2})\in W} platí {\displaystyle (f(x_{1}),f(x_{2}))\in V}. Jinými slovy, blízkost dvojic bodů v prostoru {\displaystyle X} podle uniformity {\displaystyle U_{X}} zaručuje odpovídající blízkost jejich obrazů v prostoru {\displaystyle Y}. 
Tato vlastnost v matematické analýze hraje klíčovou roli při studiu aproximací funkcí a zobecnění spojitosti.
Např. následující funkce jsou spojité, ale nikoli stejnoměrně:
- {\displaystyle x^{2}} na celém {\displaystyle \mathbb {R} },
- {\displaystyle 1/x} na intervalu  {\displaystyle (0;1)},
- {\displaystyle sin{\frac {1}{x}}} na {\displaystyle (0;1)},
- {\displaystyle x^{2}sin{\frac {1}{x^{3}}}} na {\displaystyle \langle -1;1\rangle }.

To plyne z toho, že je-li funkce na intervalu stejnoměrně spojitá a má v každém bodě derivaci, tato derivace  je omezená.
Například {\displaystyle f(x)=x^{2}} na celém {\displaystyle \mathbb {R} } není stejnoměrně spojitá, protože existuje {\displaystyle \varepsilon } (např. 1) takové, že pro sebemenší {\displaystyle \delta } existuje tak velké {\displaystyle x_{0}}, že se některá čísla z {\displaystyle \delta }-okolí {\displaystyle x_{0}} zobrazí mimo {\displaystyle \varepsilon }-okolí {\displaystyle f(x_{0})}.

## Historie
Koncept uniformních prostorů byl zaveden v první polovině 20. století jako zobecnění metrických prostorů. Klíčovými osobnostmi byli například André Weil a skupina Nicolase Bourbakiho. 
Uniformní prostory poskytly nástroj pro zkoumání konvergence a spojitosti bez nutnosti specifické metriky. Pozdější vývoj zahrnoval jejich aplikace v teorii kategorií a homotopické teorii, kde byly užitečné pro studium vlastností nezávislých na konkrétní metrice či topologii. 